# Oscar Brenifier
Oscar Brenifier (ur. 4 września 1954 w Oranie) – francuski doktor filozofii i wykładowca, pisarz.

## W Polsce opublikował
w wydawnictwie Czarna Owca w tłumaczeniu Mai Wałachowskiej-Sobczak:
- Szczęście według Niny
- Prawda według Niny

w wydawnictwie Zakamarki ukazały się jego książki z serii Dzieci Filozofują w tłumaczeniu Magdaleny Kamińskiej-Maurugeon:
| L.p. | Tytuł polski                    | Tytuł oryginalny               | Ilustrator      | Rok pierwszego wydania we Francji | Rok pierwszego wydania w Polsce |
| ---- | ------------------------------- | ------------------------------ | --------------- | --------------------------------- | ------------------------------- |
| 1    | Uczucia, co to takiego?         | Les sentiments, c’est quoi?    | Serge Bloch     | 2004                              | 2012                            |
| 2    | Życie, co to takiego?           | La vie, c’est quoi?            | Jérôme Ruillier | 2004                              | 2013                            |
| 3    | Dobro i zło, co to takiego?     | Le bien et le mal, c’est quoi? | Clément Devaux  | 2004                              | 2013                            |
| 4    | Ja, co to takiego?              | Moi, c’est quoi?               | Aurélien Débat  | 2004                              | 2014                            |
| 5    | Piękno i sztuka, co to takiego? | Le beau et l’art, c’est quoi?  | Rémi Courgeon   | 2006                              | 2016                            |